# Grove Park (Lewisham)
Pour les articles homonymes, voir Grove Park.
Grove Park est une zone anglaise située au sud-est de Londres, dans le borough londonien de Lewisham.